# Hemidromodes triforma
Hemidromodes triforma är en fjärilsart som beskrevs av Wiltshire 1949. Hemidromodes triforma ingår i släktet Hemidromodes, och familjen mätare. Inga underarter finns listade i Catalogue of Life.